# Ібрагім Лоді
Ібрагім Лоді (*д/н —21 квітня 1526) — останній представник династії Лоді на троні Делійського султанату. Правив у 1517—1526 роках.

## Життєпис
Був молодшим сином султана Сікандара. У 1517 році успадкував трон делійського султанату. На відміну від батька доволі швидко вступив у конфлікт з афганською знатю за джангіри. Водночас проявила себе жорстка політика держави проти немусульман. Спочатку повстав брат Ібрагіма — Джалал, який захопив Джаунпур. Але Ібрагім зумів відвоювати цю область, а потім захопити Гваліор.
Страта низки представників знаті викликала нове повстання. В цей час рана Санграм Сінґх уклав союз з Бабуром та Даулат-ханом Лоді. намісником Лахора, проти султана Ібрагіма Лоді. В результаті 21 квітня 1526 року відбулася вирішальна битва при Паніпаті, в якій війська Лоді зазнали поразки, а сам султан загинув.